# Paraphaenocladius innasus
Paraphaenocladius innasus är en tvåvingeart som beskrevs av Ole Anton Saether och Wang 1995. Paraphaenocladius innasus ingår i släktet Paraphaenocladius och familjen fjädermyggor.
Artens utbredningsområde är South Dakota. Inga underarter finns listade i Catalogue of Life.